# Oberea taygetana
Oberea taygetana là một loài bọ cánh cứng trong họ Cerambycidae.